# Wouter Van Besien
Wouter Van Besien (ur. 1 listopada 1971 w Bonheiden) – belgijski i flamandzki polityk oraz samorządowiec, w latach 2009–2014 przewodniczący partii Groen, senator.

## Życiorys
Absolwent socjologii na Katholieke Universiteit Leuven, uzyskał też magisterium na University of Hull. Działał w ruchach młodzieżowych, w 1998 został sekretarzem krajowym organizacji Chirojeugd Vlaanderen. Zaangażował się w działalność polityczną w ramach flamandzkich zielonych (partii Agalev, od 2003 pod nazwą Groen!, od 2012 jako Groen). Od 2001 był etatowym pracownikiem tego ugrupowania w Antwerpii.
W latach 2006–2012 wchodził w skład egzekutywy miejscowości Borgerhout. W 2013 został radnym Antwerpii, a w 2014 posłem do Parlamentu Flamandzkiego. W latach 2009–2014 pełnił funkcję przewodniczącego flamandzkich zielonych. W latach 2014–2015 był natomiast członkiem federalnego Senatu.